# Grand Meadow
Grand Meadow è una città degli Stati Uniti d'America, situata in Minnesota, nella contea di Mower.